# EMM Middelburg
EMM was een Nederlandse handbalvereniging uit het Zeeuwse Middelburg. De clubnaam EMM staat voor Eendracht Maakt Macht.
Het eerste herenteam van EMM speelde van 1962 tot 1965 drie seizoenen op het hoogste niveau van Nederland.
Het eerste damesteam speelde in het seizoen 1977/78 een seizoen op het hoogste niveau van Nederland, waarin het na een laatste plaats direct weer degradeerde met slechts één overwinning.
Op 1 juli 2018 fuseerde de EMM samen met VSV Olympus uit Vlissingen en samen gingen ze verder onder de naam EMM Olympus Combinatie (EOC).